# Triangle Choke
Der Triangle Choke, oder sankaku-jime (三角絞) in Judo ist eine Submission, bei welcher der Nacken des Gegners mit den Beinen gequetscht wird. Um zu verhindern, dass der Gegner sich befreien kann, wird dabei einer seiner Arme quer über den eigenen Hals zur anderen Seite blockiert.
So kommt es zu einer seitlichen vaskulären Einschränkung des Blutflusses von der Halsschlagader zum Gehirn und es kommt bei Nichtaufgabe zur Bewusstlosigkeit.

## Geschichte
Der Triangle Choke wurde erstmals von dem Judomeister Tsunetane Oda im Jahr 1910 zur Anwendung gebracht und auf Film dokumentiert.
Die Technik wird oftmals bei Grappling-Kampfsportarten, also Judo, BJJ, Vale Tudo oder Sambo eingesetzt. Des Weiteren ist er beim MMA beliebt, da er ohne GI angewendet werden kann und bei korrekter Ausführung die Gefahr des „Abrutschens“ auch auf schweißnasser Haut gering ist.
So gewann der MMA-Kämpfer Toby Imada 2009 aufgrund eines Triangle Chokes gegen Jorge Masvidal. Der Sieg wurde später zur „Submission of the year“ gekürt.
Auch Royce Gracie gewann gegen Dan Severn beim frühen UFC 4-Turnier durch einen Triangle.
Am 24. Oktober 2020 gewann Chabib Abdulmanapowitsch Nurmagomedow im letzten Kampf seiner Karriere gegen Justin Gaethje mit dieser Technik beim Event UFC 254.

## Technik und Anwendung

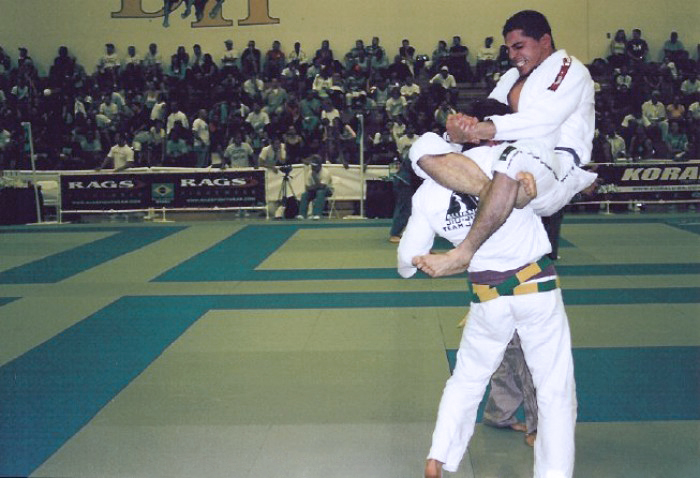
Brazilian Jiu Jitsu Schwarzgurt Marcos Torregrosa setzt einen „Flying Triangle choke“ an

Im Regelfall wird der Triangle vom Boden aus ausgeführt, wenn man den Gegner in der Guard kontrolliert.
Allerdings kommen von fortgeschrittenen Kämpfern auch Variationen zur Anwendung, wie etwa
- diverse Triangles von der Seite („Side Triangle“)
- Triangle von oben sitzend aus der Mount („Mount Triangle“)
- Triangles von hinten („Back Triangle“)
- die gesprungene Variante „Flying Triangle“.

Alle Triangles können auch Inverted ausgeführt werden.
Abzugrenzen als Technik davon ist der in der Ausführung verwandte, aber eigenständige „Arm Triangle“, bei dem anstelle der Beine die Blockierung anhand der eigenen Arme erfolgt. Auch hierbei ist die vorgenannte Variation der Techniken möglich.
Durch die Isolierung des Arms ist der Gegner sehr verwundbar. Faustschläge durch den Gegner werden unmöglich gemacht. So kann der Triangle Choke auch als Basis für andere Submissions wie die Kimura oder einen Armbar genutzt werden.

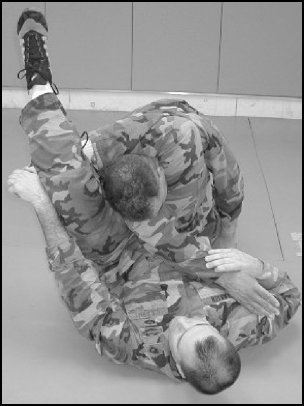
Soldaten demonstrieren den Triangle

### Verteidigung
Zur Verteidigung gegen den Triangle Choke existieren mehrere Techniken, die alle das Ziel haben, mittels Hebelwirkung die Beinsperre des Gegners aufzubrechen.
Um sich gegen den Triangle Choke zu verteidigen bzw. um diesem zu entkommen, muss – je nachdem, wie fortgeschritten der Triangle Choke schon ist – ggf. zunächst der Kopf angehoben werden, um Raum zu schaffen und die Arterien zu entlasten.
Je nach Technik muss er dann entweder mit den Schultern nach vorne schieben, um auf die Beine des Gegners Spannung aufzubauen oder zur Seite drücken und sich herausdrehen.
Alle Techniken verfolgen das Ziel, den Winkel so weit zu verschlechtern, bis der Gegner schließlich den Choke abbrechen muss.

## Trivia
- Im Film Lethal Weapon nutzt Mel Gibsons Charakter Martin Riggs den Triangle Choke gegen den Bösewicht Mr. Joshua (gespielt von Gary Busey). Rorion Gracie wurde im Abspann als technischer Berater für Brazilian JiuJitsu genannt.[5]
- Im Film Atemlos – Gefährliche Wahrheit nutzt Taylor Lautners Charakter den Triangle Choke gegen einen Gegner.
- Im Film Haywire nutzt Gina Caranos Figur den Triangle choke gegen Michael Fassbenders Charakter Paul.
- Während einer Schulhofschlägerei im Anime-Zeichentrick Ikki Tousen nutzt der Charakter Ryomou Shimei den Triangle Choke gegen einen anderen Charakter, Hakufu.
- Im 2013 erschienenen Film Oblivion verwendet Tom Cruise als Figur Jack Harper (Tech 49) einen Triangle Choke gegen seinen Klon Tech 52, um zu vermeiden, dass dieser ernsthaft verletzt wird.
- Paul Walker, der Brazilian Ju Jitsu trainierte, versuchte Vin Diesels Figur Dom bei The Fast and the Furious zu „trianglen“.
- In Episode 5 des Spieles Game of Thrones nutzt ein Strassenkämpfer namens 'Bloodsong' diese Technik aus der Rückenlage, um Asher, eine von 5 spielbaren Protagnonisten, zu „choken“.
- In Episode 3 von God Eater verwendet Alisa Illinichina Amiella den Triangle, um den Hauptdarsteller Lenka Utsugi zu kontrollieren.
- In Episode 8 der ersten Staffel des Anime Kengan Ashura nutzt Cosmo Imai den Triangel Choke um gegen Adam Dudley zu gewinnen.